# لويز ماثيوس
لويز ماثيوس سيرفو دي كارفاليو (بالبرتغالية: Luiz Matheus Servo de Carvalho‏) المعروف باسم لويز ماثيوس (ولد في 10 يناير 1993 في برايا غراندي، البرازيل) لاعب كرة قدم برازيلي يجيد اللعب في مركز قلب الدفاع. يلعب حاليا لصالح البديع البحريني منذ 2023.